# Ulrich Eifler
Ulrich „Uli“ Eifler (* 28. September 1961 in Marburg) ist ein ehemaliger deutscher Säbelfechter. Er ist Deutscher Meister sowie dreifacher Medaillengewinner bei Weltmeisterschaften und arbeitet heute als Sportwissenschaftler und Athletiktrainer am Olympiastützpunkt Tauberbischofsheim.

## Leben
Uli Eifler, dessen Vater als Realschullehrer tätig war, begann nach dem Ende seiner Schul- und Bundeswehrzeit im Jahre 1982 ein Studium an der Deutschen Sporthochschule in Köln, wo er sich unter anderem dem Schwerpunktfach Rehabilitationssport widmete. Eifler focht für den OFC Bonn und später für den Fecht-Club Tauberbischofsheim. Heute arbeitet Eifler als Diplom-Sportlehrer und Fechtlehrer am Olympiastützpunkt Tauberbischofsheim.

## Karriere
Der Säbelfechter Uli Eifler begann seine Fecht-Karriere im Jahre 1972 beim TV Alsfeld. Im Alter von 23 Jahren wechselte er nach Bonn ins Sportinternat und konnte bereits bei den Deutschen Fechtmeisterschaften 1985 eine Silbermedaille im Herrensäbel erringen. Bei den Fechtweltmeisterschaften 1989 in Denver konnte der für den OFC Bonn startende Eifler mit der Säbel-Mannschaft die Silbermedaille gewinnen. Im selben Jahr wurde er Deutscher Meister bei den Aktiven im Säbel. Bei den Fechtweltmeisterschaften 1990 in Lyon erreichte Eifler mit der Säbel-Mannschaft die Bronzemedaille und bei den Deutschen Fechtmeisterschaften 1991 gewann er im Säbel die Silbermedaille.
Im Jahre 1991 wollte Eifler seine internationale Laufbahn eigentlich schon beenden und sich auf seinen Beruf als Fechtlehrer konzentrieren, ehe ihn die Fechtweltmeisterschaften 1993 im eigenen Land zu einem Comeback beim Fecht-Club Tauberbischofsheim bewegten, das in Essen mit dem Gewinn der Bronzemedaille mit der Säbel-Mannschaft belohnt wurde. Bei den Deutschen Fechtmeisterschaften 1992 und 1994 erreichte er zwei weitere Silbermedaillen. Auch bei den folgenden Weltcup-Turnieren wusste Eifler noch mit zwei Platzierungen unter den ersten Drei zu überzeugen.